# کیا تلوراید
کیا تلوراید (به انگلیسی: Kia Telluride) یک خودروی لوکس شاسی‌بلند اندازه متوسط با ظرفیت ۸ سرنشین است که توسط شرکت کیا موتورز ساخته می‌شود. این خودرو که در سال ۲۰۱۶ به عنوان یک خودروی مفهومی معرفی شد، در بهار ۲۰۱۹ برای مدل سال ۲۰۲۰ به بازار عرضه شد. کیا تلوراید با رای ۸۶ داور از ۲۴ کشور بهترین ماشین سال ۲۰۲۰ یا همان خودروی سال جهان شد.

## بررسی اجمالی

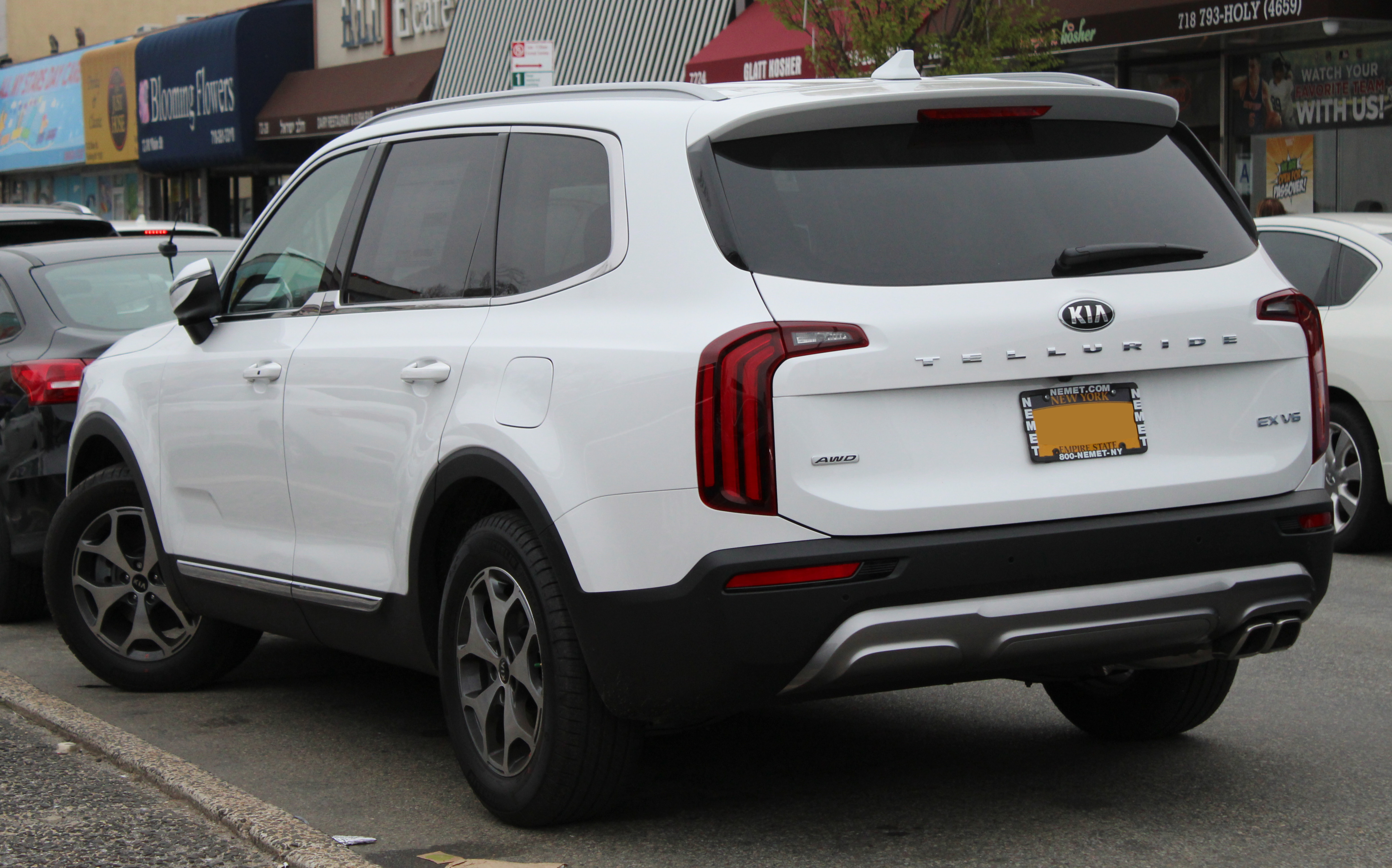
نمای عقب

از نسخهٔ آماده به تولید کیا تلوراید در نمایشگاه بین‌المللی خودروی آمریکای شمالی ۲۰۱۹ رونمایی شد. اولین رونمایی در سپتامبر ۲۰۱۸، با نمایش یک نمونه از این خودرو با طراحی الهام‌گرفته از مجموعه لباس‌های به سبک تگزاسی، اثر طراح مد، براندون مکسول، و در هفته مد نیویورک صورت گرفت. طراحی کلی تلوراید به مدل مفهومی معرفی شده در سال ۲۰۱۶ شباهت داشته و تنها در بخش جلو و دماغهٔ خودرو، که کاملاً از نو طراحی شده‌است، تفاوت‌هایی نسبت به تلوراید مفهومی وجود دارد. نسخهٔ تولیدی این خودرو از موتور بزرگتر وی۶ با حجم ۳٫۸ لیتر بهره‌مند بوده و فاقد پیشرانهٔ هیبرید الکتریکی است. طول، عرض و ارتفاع این مدل نیز در مقایسه با مدل سورنتو بزرگتر بوده و این خودرو را به کلاس خودروهای شاسی‌بلند اندازه بزرگ نزدیک کرده‌است.

## تلوراید مفهومی
این مدل مفهومی، که نام خود را از شهری در ایالت کلرادو گرفته‌بود، برای اولین بار در نمایشگاه بین‌المللی خودروی آمریکای شمالی ۲۰۱۶ معرفی شد. تلوراید مفهومی یک خودروی شاسی‌بلند اندازه متوسط با سه ردیف صندلی و ظرفیت ۷ سرنشین بود که بر اساس شاسی بهبودیافتهٔ سورنتو ساخته شده‌بود. این خودرو به یک پیشرانهٔ ۳٫۵ لیتری وی۶ عرضی با سیستم تزریق مستقیم سوخت با قدرت ۲۷۰ اسب بخار (۲۰۰ کیلووات) مجهز بود که در ترکیب با یک موتور الکتریکی با قدرت ۱۳۰ اسب بخار (۹۷ کیلووات)، در مجموع دارای توانی برابر با ۴۰۰ اسب بخار (۳۰۰ کیلووات) را ارائه می‌کرد. مصرف سوخت این خودروی مفهومی طبق اعلام شرکت کیا معادل ۷٫۸ لیتر بر ۱۰۰ کیلومتر (۳۰ مایل بر گالون آمریکایی) بود.